# フィリップ・マユ
フィリップ・マユ（Philippe Mahut、1956年3月4日 - 2014年2月8日）はフランスのシェール県リュヌリー出身の元サッカー選手。

## 所属クラブ
- Eバニュ・フォンテーヌブロー・ヌムール 1974-1976
- トロワAC 1976-1978
- FCメス 1978-1982
- ASサンテティエンヌ 1982-1984
- ラシン・クラブ・ド・パリ/マトラ・ラシン 1984-1988
- Stade Quimpérois 1988-1989
- ル・アーヴルAC 1989-1993